# Torero ferit
Torero ferit és una escultura fosa en bronze de 74,3 x 129,3 x 61,7 cm realitzada per Rossend Nobas i Ballbé l'any 1871, la qual es troba al Museu Nacional d'Art de Catalunya.

## Context històric i artístic
L'indiscutible èxit que va obtenir Torero ferit arran de figurar a l'Exposició Nacional de Belles Arts de Madrid el 1871 va marcar l'inici d'una interessant producció artística que situà Nobas -artista que havia treballat d'orfebre fins cap al 1870- entre els escultors catalans més destacats del seu temps. Tot i que la seua producció posterior va ésser irregular, la majoria dels seus retrats, escultures de saló i obres de caràcter monumental reflecteixen la qualitat que va assolir com a escultor.

## Descripció
Torero ferit, una de les obres més destacades de Nobas, va oferir en el seu moment interpretacions diverses i contraposades en ser qualificada per uns crítics de retrat moral d'Espanya, mentre que altres posaven en relleu el que per a ells era una burla amarga d'una civilització que permetia espectacles tan tràgics. Plàsticament Nobas resumeix en aquesta figura el seu ideari artístic basat en un realisme inspirat en la natura que defugia, però, els detalls més vulgars. Per aquesta raó l'artista suavitza la representació d'un tema tan dramàtic amb una evident idealització, alhora que cerca l'equilibri entre un profund sentiment i una factura impecable. En aquest sentit, cal remarcar la minuciositat en els detalls de la indumentària, la qual denota la influència de l'estil virtuós que havia imposat Fortuny amb la seua obra pictòrica.